# Abraham de Wicquefort

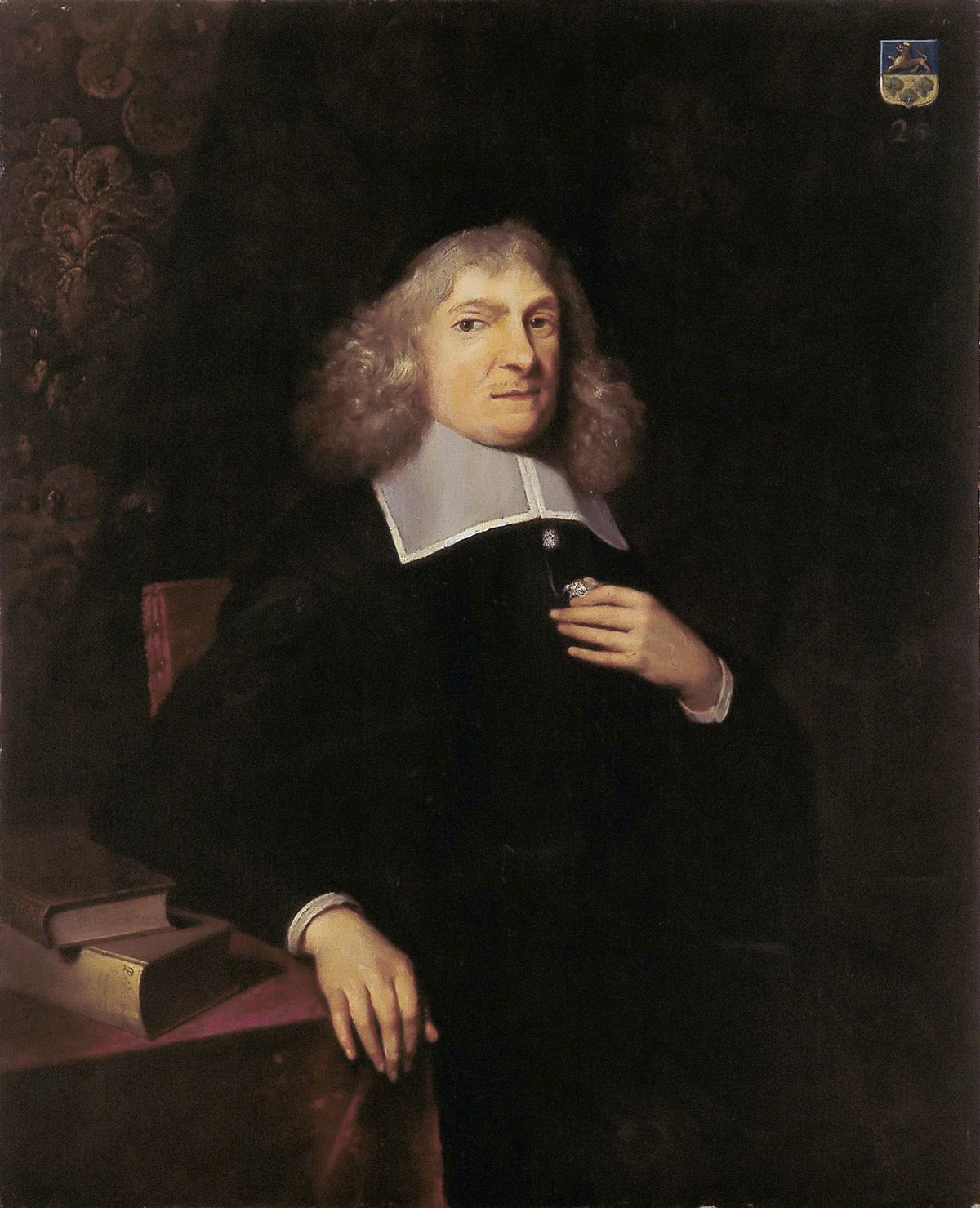
Retrato de Abraham de Wicquefort por Caspar Netscher, c. 1670.

Abraham de Wicquefort (Ámsterdam, 1606-Celle, 1682) fue un diplomático e historiador holandés.

## Biografía
Hijo de un comerciante holandés, en 1621 estudiaba filosofía en Leiden, graduándose con título de doctor en derecho en 1627. A mediados de la década de 1620 se trasladó a París donde se dedicó a redactar boletines de noticias y por sus conocimientos y habilidades políticas y diplomáticas el elector de Brandenburgo lo hizo residente ante Luis XIII en 1646. Al mismo tiempo entró en contacto con los círculos literarios formados en torno a los hermanos Dupuy y su célebre biblioteca y con los medios políticos próximos a la casa de Condé.
Los sucesos de la Fronda lo indispusieron con el cardenal Mazarino, que en 1658, por algunas indiscreciones de Wicquefort en su correspondencia tratando de los amores de Luis XIV, forzó su salida de París tras la llegada de un nuevo residente, llegando a encarcelarlo en la Bastilla para acelerar su salida, que finalmente se produjo por Calais y fuertemente escoltado para refugiarse en Inglaterra. Ese mismo año publicó en París sus Discours historiques de l'election de l'Empereur et des electeurs de l'Empire que firmó todavía como residente de Brandenburgo en Francia. En 1659 se trasladó a La Haya donde encontró la protección del gran pensionario Johan de Witt. Reintroducido en los círculos diplomáticos, el duque de Brunswick-Luneburgo le nombró residente en La Haya, al tiempo que ejercía de embajador extraordinario de Juan II Casimiro, rey de Polonia. Mazzarino le ofreció entonces una pensión de mil escudos por tenerle informado de las actividades de los embajadores extranjeros en Holanda. En 1663 fue designado secretario-intérprete de las Provincias Unidas para asuntos extranjeros, cargo que desempeñó hasta 1668 y, por mediación de De Witt, se le encargó también la redacción de una historia de los Países Bajos en 1667. Al mismo tiempo entró en contacto con el embajador francés, conde d'Estrades, y se vio envuelto en un conflicto diplomático con el embajador español, Esteban de Gamarra y Contreras, a quien espiaba en provecho de la república y del embajador francés. 

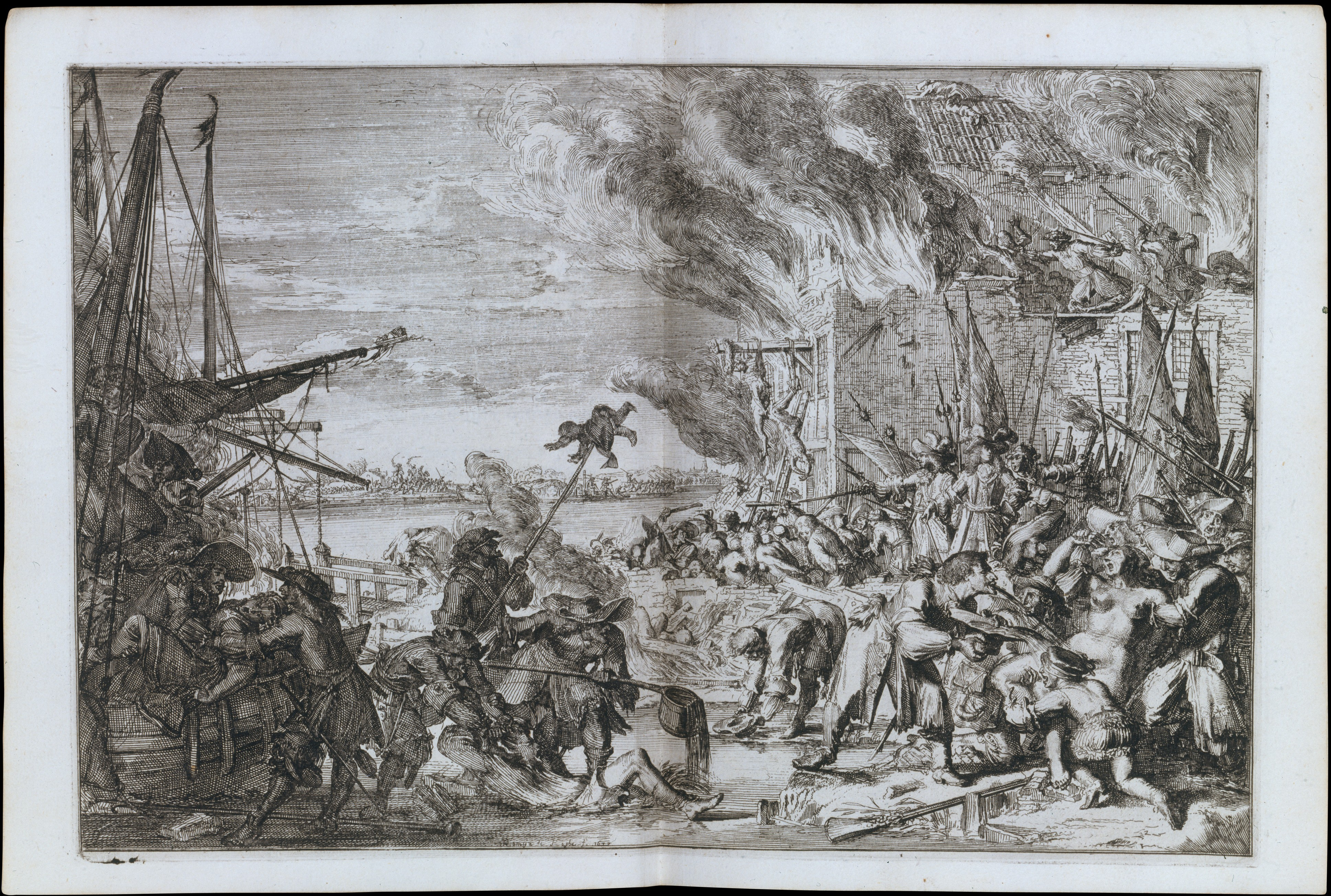
Aguafuerte de Romeyn de Hooghe para el Advis fidelle aux veritables Hollandois, 1673.

Al estallar en 1672 la guerra de Holanda publicó el Advis fidelle aux veritables Hollandois: touchant ce qui s'est passé dans le Villages de Bodegrave & Swammerdam, & les cruantés inoüies, que les François y ont exercées, obra ilustrada con grabados de Romeyn de Hooghe destinada a advertir a la población holandesa contra las tropas de Luis XIV, acusadas de toda clase de atrocidades y violaciones en Bodegraven y Zwammerdam cuando se retiraban de La Haya. En 1675, en un proceso probablemente instigado por Guillermo de Orange, fue acusado de alta traición por haber vendido documentos secretos al embajador de Inglaterra, torturado y finalmente condenado a cadena perpetua con confiscación de todos sus bienes, pero con ayuda de una de sus hijas consiguió fugarse en 1679 y encontró refugio, aunque fríamente acogido, en la corte del duque de Brunswick. Retirado de las actividades diplomáticas en las proximidades de Celle se dedicó a redactar un tratado de diplomacia basado en sus propias Memorias, que salió publicado en La Haya en 1682 con el título L'ambassadeur et ses fonctions y conoció en poco tiempo varias ediciones.
Wicquefort dominaba varios idiomas y, con sus propios escritos, tradujo obras como la relación de la embajada de García de Silva y Figueroa a Persia, publicada en francés y en París en 1667 con el título de L’ambassade de don Garcias de Silva Figueroa en Perse, mucho antes de que saliese la primera edición del original en castellano.